# ヒンドゥー・ナショナリズム
ヒンドゥー・ナショナリズム（英: Hindu nationalism）とは、主にインドにおいて有力なヒンドゥー教に基づく政治思想で、インドの歴史における精神的、文化的伝統に基礎を置くナショナリズム的な考え方である。
注意すべき点として、日本のマスコミ報道では、後述するヒンドゥトヴァ（हिन्दुत्व）と一体となって「ヒンドゥー至上主義（supremacy of Hindu beliefs）」と呼ばれることが多いが、日本以外の国では「ヒンドゥー民族主義」（Hindu nationalism）が一般的である。特にヨーロッパ諸国がインドを植民地化し英領インド帝国に至るなかで、これへの疑問として形成されていった経緯をもち、その活動にはイギリス当局への武装闘争から非暴力・市民的不服従までを広く含んできた。現在もマハトマ・ガンディーとは別系統の社会思想として無視できない数の支持者・支持団体を有している。
インドにおける最大与党、インド人民党の事実上の母体である、民族義勇団（RSS）がヒンドゥー・ナショナリズムにおける最大組織であり、ガンディーを売国奴、またガンディーを暗殺した人物を英雄とするなどの歴史修正や、非ヒンドゥー教徒や相反する考えを持つ者の弾圧や暗殺を行っている。第18代インド首相であるナレンドラ・モディもRSSの元活動家として知られている。
ヒンドゥー・ナショナリストのスローガンは「Desh ke gaddaron ko Goli maro(国の裏切り者を撃て)」。

## 語源
「ヒンドゥー」 Hindu の語源は、サンスクリットでインダス川を意味する sindhu が古代ペルシアで転訛したもの。「（ペルシアから見て）インダス川対岸に住む人々」の意味で用いられていたものが、インドに逆輸入され、定着した。インド植民地時代に大英帝国側がインド土着の民族宗教を包括的に示す名称として採用したことから、この呼称が広まった。

## 歴史

### バクティ運動

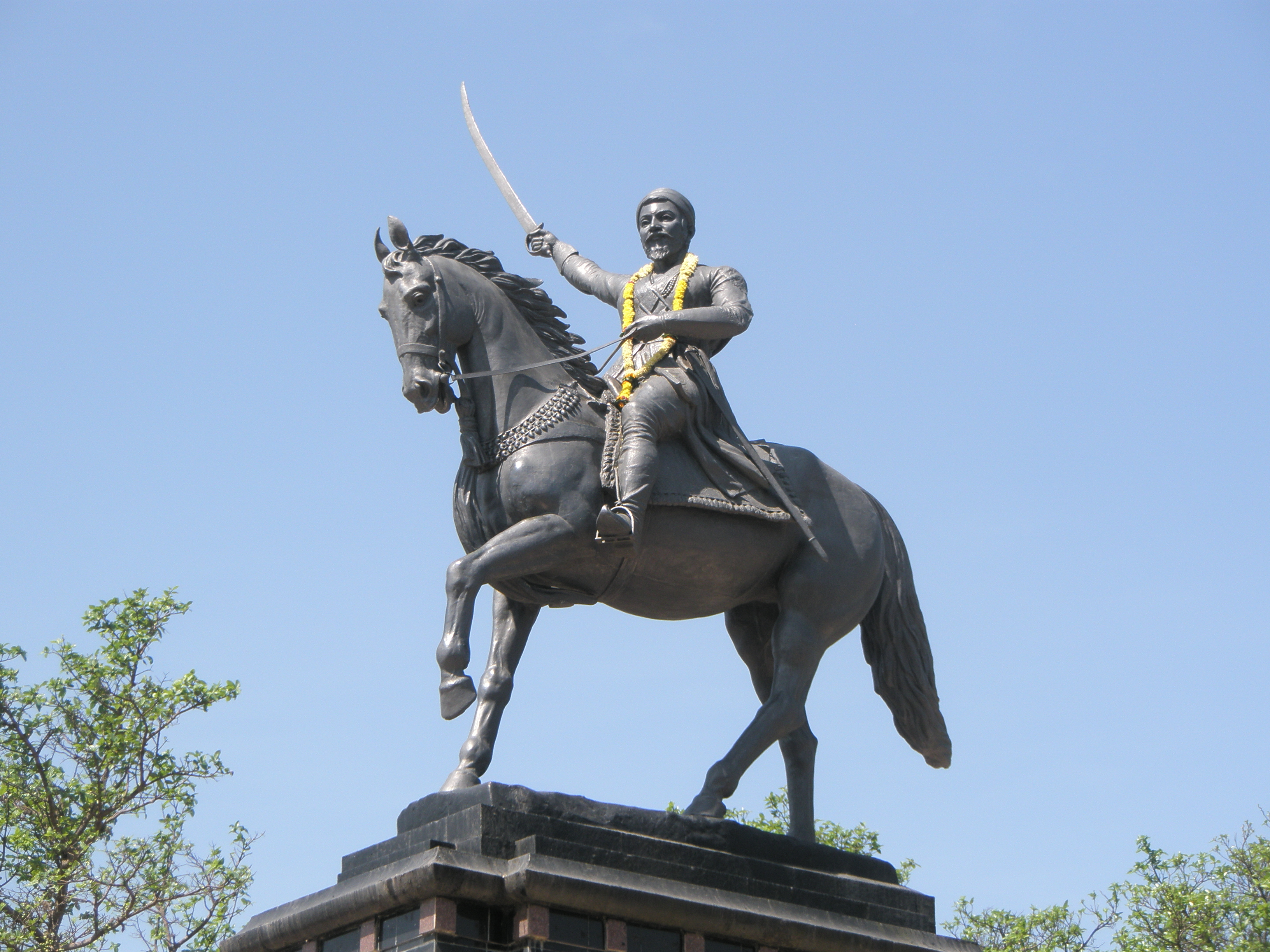
シヴァージーの像

ヒンドゥー教では、解脱へ三つの道を説いており、それは知識（ジャニャーナ）の道、宗教的義務を遂行する行為（カルマ）の道、そして信愛（バクティ）である。バクティとは、もともと夫と妻のような、契約や約束によらない人間同士の信愛を示した言葉であり、これを神との関係にまで拡大し、最高神に帰依すれば最高神の恩寵によって救われるとしたのがバクティ運動である。7世紀頃に南インドから始まり、インド全土にひろまったバクティ運動は、伝統的な宗教儀式を無視し、カースト制度にも無関心なためにバラモン階級を悩ませ、そのため長い間バラモンに反対されていたことは疑いない。後代にはバクティ運動自体がより正統的なものになり、ヒンドゥー教の主流となった。
デリー・スルターン朝によって北インドのイスラーム化が進むにつれ、南インドのヴィジャヤナガル王国は隣接するイスラーム王朝・ビジャープル王国などとも闘いながら、ヒンドゥー教意識を強めていった。
ムガル帝国の下ではアクバルが宗教に対して寛容な政策を採ったこともあったが、アウラングゼーブのヒンドゥー教はじめ他宗教への厳しい弾圧政策がかえって反発を呼び、シヴァージーによるヒンドゥー教徒のマラーター王国建国やラージプートの抵抗などを招き、のちに彼らは衰退していくムガル帝国よりも新たな征服者であるイギリスに対抗するようになっていく。

### 19世紀のヒンドゥー教改革

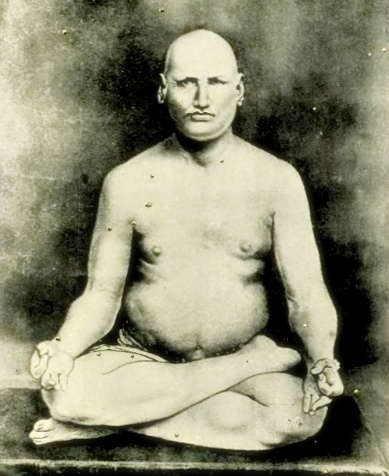
スワーミー・
ダーヤーナンダ

19世紀に入ると、そうした武力抵抗ばかりでなく、ヒンドゥー教を通じた精神的・文化的な社会改革の運動が起きるようになる。その初期のものがブラフモ・サマージであった。
ベンガル人のラーム・モーハン・ローイによって開始されたこの運動は、古代のウパニシャッドを時代に応じた合理主義的なものに再構成することに努め、偶像崇拝や宗教的習慣を欠いた一神教を信じ、カースト差別や女性差別を批判。
続いてアーリヤ・サマージがスワーミー・ダーヤーナンダによって設立され、キリスト教、イスラム教、さらにはヒンドゥー教内部の幼児婚の習慣やバラモン批判に踏み込み、団体そのものは社会改革を目的としていたがインド独立運動の革命家や政治的リーダーを輩出した。

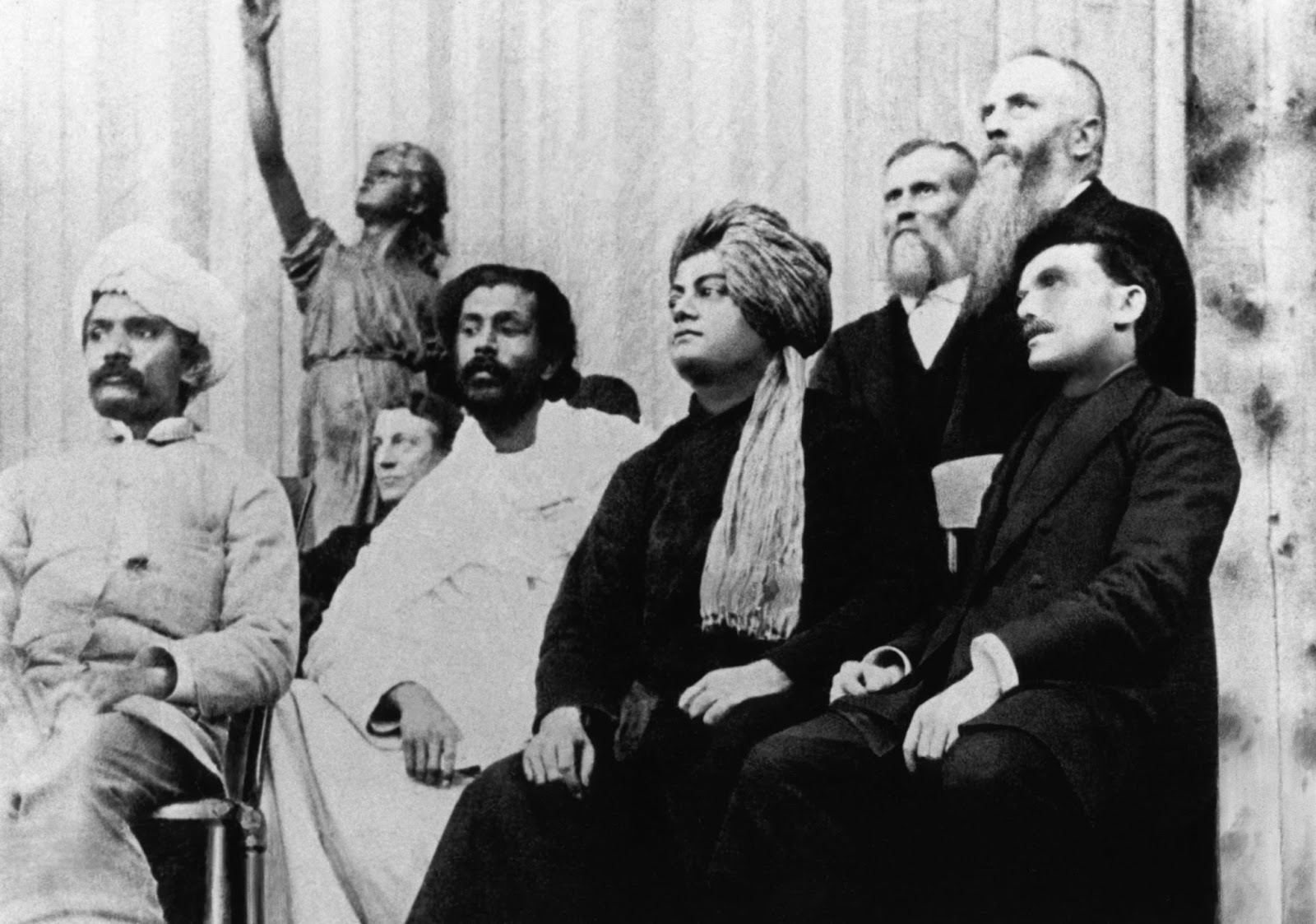
ヴィヴェーカーナンダ（中央のターバンの人物。1893年の世界宗教会議にて）

そしてラーマクリシュナの主要な弟子であるヴィヴェーカーナンダが普遍宗教を説いて物質主義を批判、ヒンドゥー教の新境地を開いた。
この思想はマハトマ・ガンディーの社会思想であるガンディー主義やサルヴパッリー・ラーダークリシュナン（後の第2代インド大統領）の思想の基礎となったが、いっぽう今日におけるヒンドゥー・ナショナリズムの源泉ともなった。ある民族義勇団（RSS）の活動家は「ヴィヴェーカーナンダはRSSの『バガヴァッド・ギーター』だ」と言ったという。

### 20世紀初頭のヒンドゥー・ナショナリズムの創始

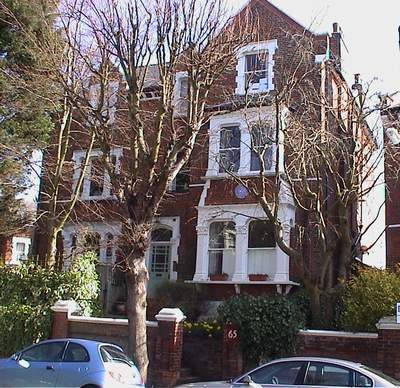
インディア・ハウスが活動した建物（ロンドン）

具体的にヒンドゥー・ナショナリズムが始まるのは1905年、イギリスの著名な社会主義者ヘンリー・ハインドマンが発起人となったロンドンの活動家グループインディア・ハウスにおいてであり、ここはヒンドゥー・ナショナリズムとインドの共産主義との接点となった。ここを基盤にヴィナーヤク・ダーモーダル・サーヴァルカルはラーマヤーナを引き合いに暴力・武力を含んだ独立闘争を説き、いっぽうガンディーは非暴力の社会改革運動を主張した。
サーヴァルカルは自らの概念をヒンドゥトヴァ（हिन्दुत्व）として提唱し（パンフレットを刊行したのは1923年）、また政治団体（政党）ヒンドゥー・マハーサバー（हिन्दू महासभा、ヒンドゥー大会議 といった意味）を創始している（1915年）。

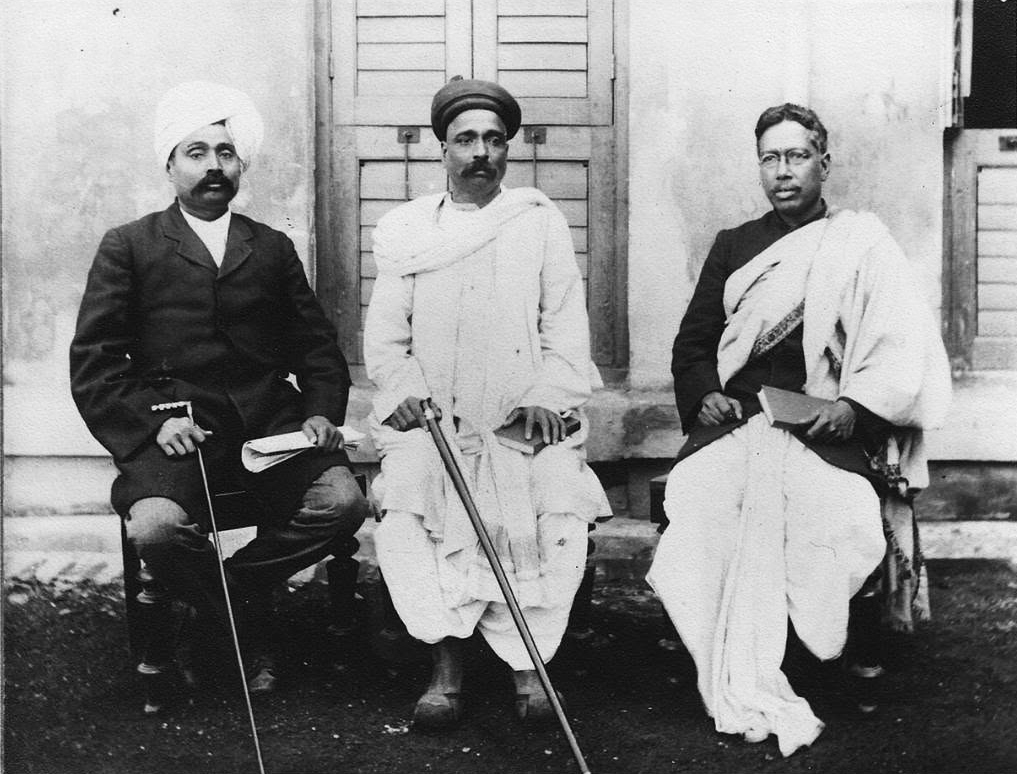
Lal-Bal-Palと呼ばれた3人、左からラーイ、ティラク、パール

またインド国民会議派においてもLal-Bal-Palと呼ばれた3人、アーリヤ・サマージの影響を受けたパンジャーブ人のラーラー・ラージパト・ラーイ、インド中部のバール・ガンガーダル・ティラク（それまでにガネーシュ・フェスティバルやシヴァージー祭典の組織化に成功していた）、ベンガル人のビーピーン・チャンドラ・パールらの急進派が台頭してスワデーシー（国産品愛用）運動や、1905年のベンガル分割令などに激しい抗議運動を展開した。オーロビンド・ゴーシュが政治活動をしたのもこの時期である。

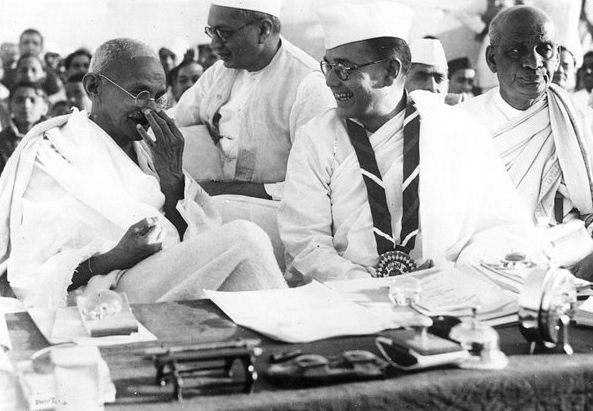
ガンディー（左）がヒンドゥー・ナショナリストと名乗ったことはない。いっぽうチャンドラ・ボース（右）は社会主義の源泉をヴィヴェーカーナンダに求めた。

サーヴァルカルや「Lal-Bal-Pal」と呼ばれた3人は激しい反イギリス的な姿勢をみせたと同時に、インドの土着性としてヒンドゥーの側面を強調したのが大きな特徴であった。しかしこうした急進派の態度は1906年に結成されたムスリム連盟などと軋轢を生じさせる。さらに第一次世界大戦の後に独立運動の主導権を握り、独自の指導で国民会議派の統一を回復したマハトマ・ガンディーが自らをヒンドゥー・ナショナリストと位置づけたことはなく、ダルマ（Dharma, धर्म, ）と「ラーマ・ラージヤ」（Rama Rajya, राम राज्य, 「ラーマの支配」の意味）を自身の社会的・政治的哲学として信じたうえでアヒンサー（不殺生）に基づく非暴力かつ平和主義的な市民的不服従路線を採り、また広げていた。こうしたガンディーの姿勢に飽き足らないひとりにスバス・チャンドラ・ボースがいたが、彼はインドの社会主義の源泉をヴィヴェーカーナンダに求めていた。

## 新型コロナウイルス流行時
2020年に新型コロナウイルスがインド国内にて感染拡大した際、ヒンドゥー至上主義を掲げる国政与党（インド人民党）には、イスラム教徒がウイルスを利用して「コロナジハード（聖戦）」を仕掛けていると主張した政治家も現れた。また、「イスラム教徒はヒンドゥー教徒を攻撃するためにウイルスを広めた」という投稿やイスラム嫌悪を煽る画像の拡散がSNS上で相次いだ。一部地域では、イスラム教徒の立ち入りも制限されるなどの嫌がらせが発生するなどの問題が起こった。

## インド独立から現況まで

### 民族義勇団と印パ分離独立

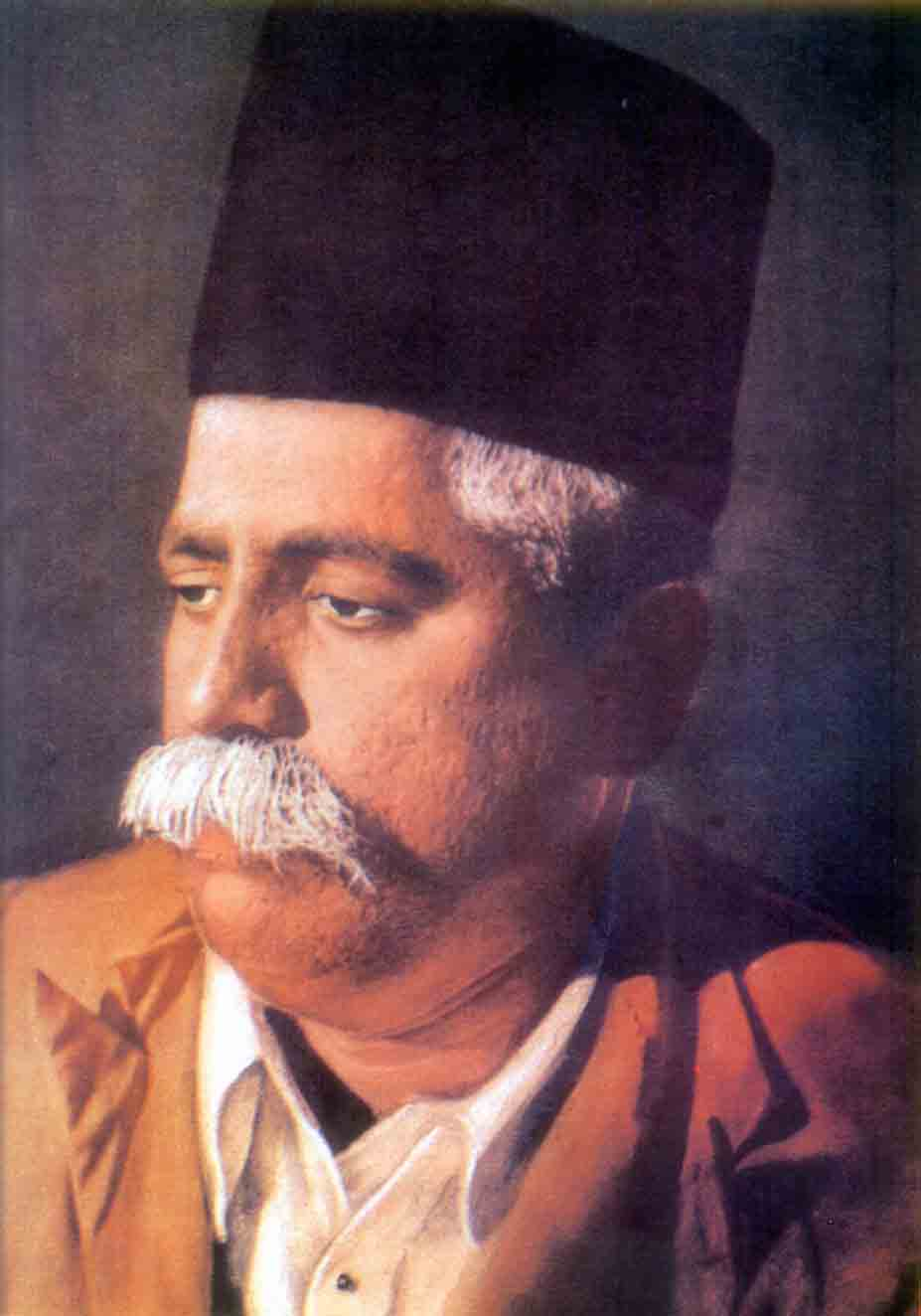
RSSの創設者、
K.B.ヘードゲーワール

そうしたなかでサーヴァルカルの思想を発展させ 民族義勇団（Rashtriya Swayamsevak Sangh（RSS）、राष्ट्रीय स्वयंसेवक संघ, 民族奉仕団 とも訳される）を設立したのがナグプールの医師ケーシャヴ・バリラーム・ヘードゲーワールであった。一時期、国民会議派に所属した彼だったが1925年に離脱しRSSを創設。
しかし以後しばらくは親イギリス的なムスリム連盟に対し、国民会議派主導の反イギリス闘争に足並みをそろえて参加することが多かった。とはいえRSSがカーストを克服しヒンドゥー教徒の統合をめざすには共通の敵を必要とした。それがムスリムであった。
こうして先のムスリム連盟との軋轢もあり、RSSそしてヒンドゥー・ナショナリスト全般に反ムスリムの色彩がさらに強くなっていき、政教分離・世俗主義でムスリムとの融和を方針とする国民会議派との溝も次第に深まっていく。

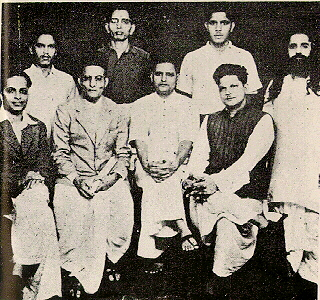
ガンディー暗殺で訴追された人々。中央が実行犯のN.ゴードセー、その左の帽子をかぶった人物がV.D.サーヴァルカル。

このようななかでヒンドゥー・ナショナリストを大きく動揺させ、また彼らの不安が的中する形となったのが第二次世界大戦後、1947年のインド・パキスタン分離独立であった。サーヴァルカルやヒンドゥー・マハーサバーらはガンディーをジンナーやムスリム連盟に妥協し、インドの分裂を招くと激しく批判した。また、サーヴァルカルは当時イスラエルを建国してイスラム教諸国の反感を買っていたシオニズムを支持してムスリムへの対決姿勢を強めた。
しかしガンディーが翌48年に暗殺されると、実行犯のナートゥーラーム・ゴードセーがヒンドゥー・マハーサバーの党員だったため、今度はヒンドゥー・ナショナリストが轟々たる非難にさらされることとなり、RSSも結社禁止となった。しかしRSSとしては暗殺計画に加わっていなかったことが証明され、同団体への禁止措置は撤回されている。またゴードセーは死刑となり、サーヴァルカルは釈放されたものの、その活動は事実上制限された。
こうしてヒンドゥー・ナショナリストはインド政界において陽の当たらない位置に追いやられたが、いっぽうで国民会議派政権は一定の配慮も示し、シヴァの聖地でありながらアウラングゼーブの弾圧により荒廃していたソームナート（現・グジャラート州）の寺院をジュナーガド併合の際にヴァッラブバーイー・パテール副首相の主導で再建するなどもしている。

### サン・パリヴァール

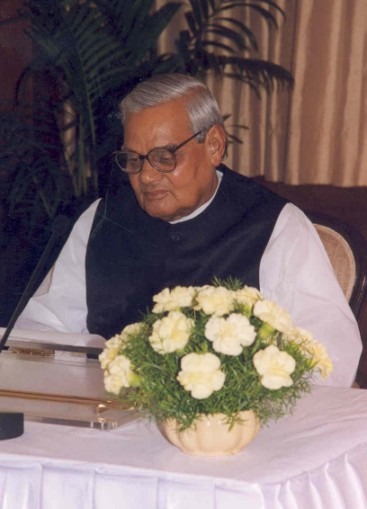
インドの首相となった
A.B.ヴァージペーイー
（パジパイ）

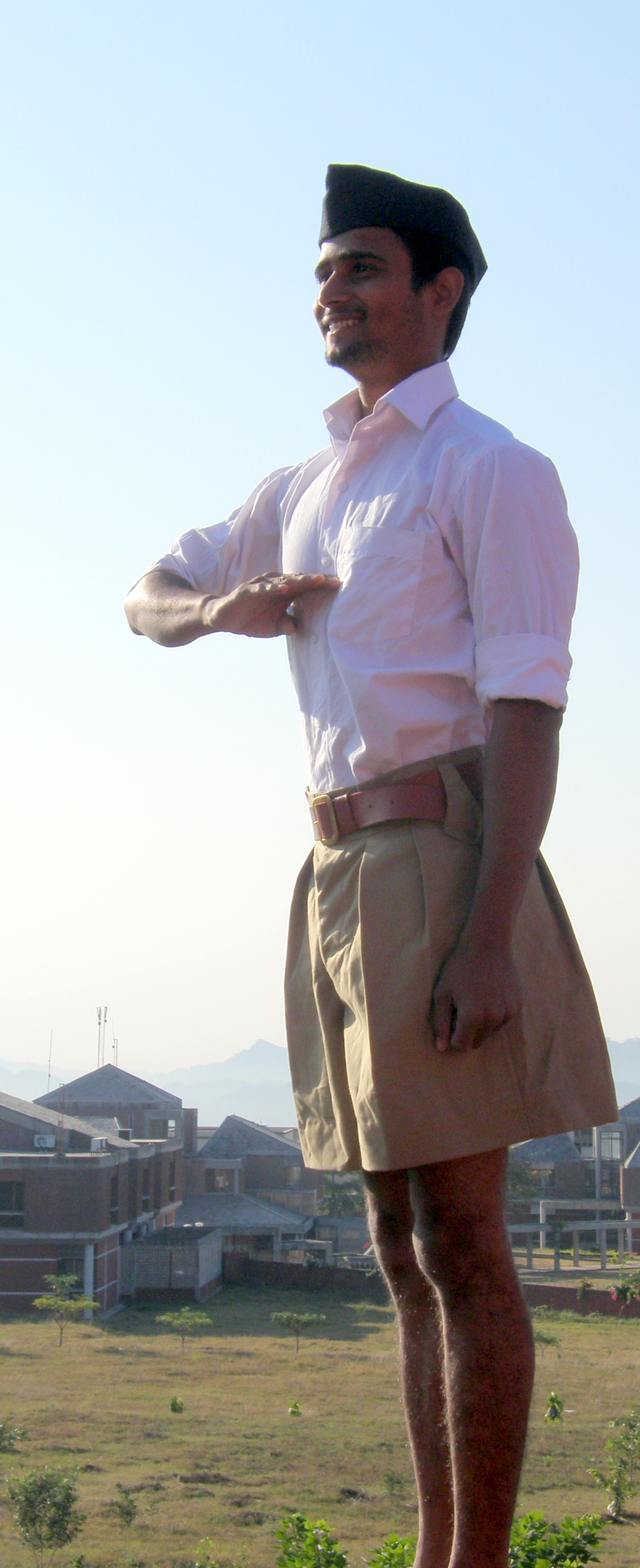
RSS団員の正装

その後、RSSは代々のインド国民会議派政権の影で野党的勢力として拡大し、またヒンドゥトヴァの理念を深めていった。そして活動を社会運動や宗教、政治に広げ、政党としては1951年にインド大衆連盟を結成（のちジャナタ党への参加を経て現在のインド人民党となる）、宗教としては世界ヒンドゥー協会、その他労働運動や学生運動、スワデーシー運動や農民・協同組合団体、シンクタンクなどを有し、総合的な陣容をそろえている。これをサン・パリヴァール（संघ परिवार, 英訳は Family of Associations で「諸団体の一家」といった意味）という。

ヒンドゥー・ナショナリストは国民会議派が紡いできたガンディーからジャワハルラール・ネルー、インディラ・ガンディーの線に沿った独立インドの歴史に対し、これに右派・タカ派的な立ち位置から異議を唱えてきたグループである。そして、むしろ近年になって1992年のアヨーディヤーのバーブリー・マスジド破壊事件および連なる暴動や、1996年（ただし13日間のみ）と1998年から2004年にかけてアタル・ビハーリー・ヴァージペーイー（パジパイ）がインド人民党から首相となったように、その動向に世界から注目が集まるようになっている。